# Valdez, Alaska
Valdez är en mindre stad (city) i Chugach Census Area i delstaten Alaska i USA. Staden har 3 985 invånare (2020), på en yta av 704,24 km².
Staden är belägen i södra delen av delstaten vid spetsen av en djup fjord, cirka 180 kilometer öster om Alaskas största stad Anchorage. Valdez är en isfri hamnstad där olja, transporterad från Prudhoe Bay vid Norra ishavet via Trans-Alaska Pipeline, omlastas till fartyg. 
År 1989 drabbades stadens närområde av haveriet med den fullastade tankern Exxon Valdez vid Bligh Reef, cirka 40 kilometer väster om Valdez.